# Papestra paupercula
Papestra paupercula är en fjärilsart som beskrevs av Rudolf Püngeler 1902. Papestra paupercula ingår i släktet Papestra och familjen nattflyn. Inga underarter finns listade i Catalogue of Life.